# 게임의 역사
게임의 역사는 과거 고대 인류로 거슬러 올라간다. 게임은 모든 문화의 중요한 부분이며 인간 사회 소통의 가장 오래된 형태들 가운데 하나에 속한다. 게임은 사람들이 즉각적인 상상력과 직접적인 육체 활동을 넘어설 수 있게 하는 놀이의 형식화된 표현이다. 게임의 공통된 특징에는 결과의 불확실성, 경쟁, 구분된 장소와 시간, 가공 요소, 기회 요소, 정해진 목표, 개인적인 재미를 포함한다.
게임은 문화의 개념과 세계관을 포착하며 이를 미래 세대로 넘겨준다. 게임은 문화적, 사회유대적 사건들로서, 교육 도구로서, 사회적 지위의 지표로서도 중요하다.
1938년 책 호모 루덴스(Homo Ludens)에서 네덜란드의 문화역사가 요한 하위징아(Johan Huizinga)는 게임이 인류 문화의 주된 탄생 조건이었다고 논하였다. 하위징아는 게임이 문화보다 더 오래되었으며 동물들은 인간이 자신들의 놀이를 가르치는 것을 기다리진 않는다고 보았다. 하위징아는 게임을 언어, 법률, 전쟁, 철학, 예술과 같은 복잡한 인류 활동의 시작점으로 보았다.

## 현대 이전
가장 일반적인 선사 고대의 유희 도구들 중 일부는 뼈, 특히 목말뼈로 만들어졌으며 이것들은 전 세계적으로 관찰되며 주사위 게임과 너클본스의 조상격이다. 이 뼈들은 신탁적이고 예견적인 기능들을 위해 사용되기도 했다. 다른 구현체로는 조개껍질, 돌, 막대기를 포함할 수 있다.
고대 문명에는 거룩함과 불경스러움 간의 명백한 차이가 없었다.
뒤르켐(Durkheim)에 따르면, 게임은 종교적인 환경에서 구축되었으며 사회적 유대의 주춧돌이었다.

## 현대의 게임

### 보드 게임
현대의 체스 규칙은 15세기 매드퀸 체스(Mad Queen chess)의 채택과 함께 스페인과 이탈리아에서 모양을 갖추기 시작했다.

### 카드 게임
15세기 동안 카드 슈트는 동시대의 지역적 스타일에 접근하기 시작했으며 그림 카드들은 유럽 왕족들을 표현하도록 발전하였다.